# Phradonoma villosulum
Phradonoma villosulum is een keversoort uit de familie spektorren (Dermestidae). De wetenschappelijke naam van de soort werd in 1825 gepubliceerd door Caspar Erasmus Duftschmid.